# Estación de Fuencarral (Cercanías Madrid)
Fuencarral es una estación de ferrocarril situada en el municipio español de Madrid, en la Comunidad de Madrid y forma parte de la línea C-4 de Cercanías Madrid. Su tarifa corresponde a la zona A según el Consorcio Regional de Transportes. No debe confundirse con la estación homónima del Metro de Madrid, con la que no guarda relación alguna ya que están muy distanciadas.

## Situación ferroviaria
La estación forma parte de la línea férrea de ancho ibérico Madrid-Burgos, situada en su punto kilométrico 3,2. Se halla a 718 metros de altitud, entre las estaciones de Chamartín y Cantoblanco-Universidad. El tramo es de vía doble y está electrificado.

## Historia
La estación forma parte de la línea de ferrocarril directo Madrid-Burgos, abierta al tráfico el 11 de julio de 1968, aunque inaugurada oficialmente el 4 de julio de 1968. Tras la creación de la red de Cercanías Madrid pasó a formar parte de la línea C-1. En 1996 se creó la línea C-7b que pasaba por Fuencarral también y en 2001 se amplió el servicio en la línea C-10 pasando ésta por Fuencarral también. Desde enero de 2005, con la extinción de la antigua RENFE, el ente Adif pasó a ser el titular de las instalaciones ferroviarias.
En julio de 2008, con la apertura del segundo túnel ferroviario entre las estaciones de Atocha-Cercanías y Chamartín la estación pasa a formar parte de la línea C-4. Esto conllevó que los trenes, en su trayecto hacia Madrid-Atocha Cercanías, pasen por la estación de Sol, en lugar de la estación de Recoletos.

## La estación
Las instalaciones ferroviarias se hallan ubicadas al este del barrio de Valverde, en el distrito de Fuencarral-El Pardo. La estación ha sido adaptada a los estándares de Cercanías Madrid en cuanto a altura de andenes y pasos subterráneos o elevados que faciliten su accesibilidad. Aun así, suele ser necesario andar bastante para llegar a las oficinas y zonas residenciales más cercanas.
En sus inmediaciones se sitúa la cabecera de la línea T61 de EMT Madrid, que transporta a sus viajeros desde la estación al barrio de Las Tablas, atravesando en su recorrido los estudios de Fuencarral de Mediaset España, la productora Globomedia y el Distrito C de Telefónica, para finalmente llegar a su cabecera en el barrio de Las Tablas. En las inmediaciones de la estación de Fuencarral se encuentra un importante complejo de talleres e instalaciones ferroviarias que están destinadas a la reparación de material móvil y motor de Renfe, el cual es operado por la división Renfe Integria.

## Accesos
- Fuencarral C/ Antonio de Cabezón, 10.

## Líneas y conexiones

### Cercanías

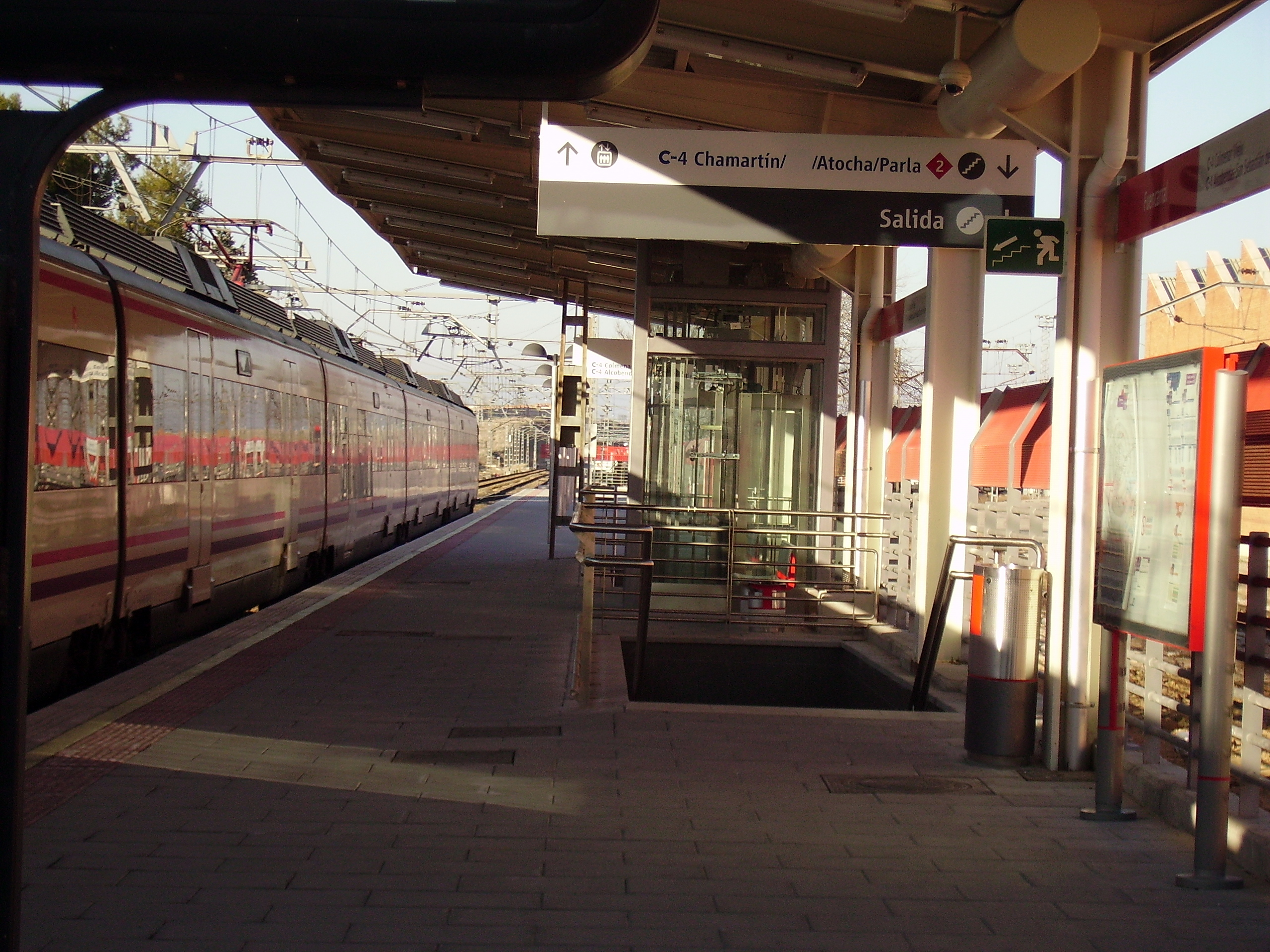
Vista de uno de los andenes de la estación de Fuencarral, en 2009.

| procedencia/destino                   | < estación              | Línea | estación > | destino/procedencia |
| ------------------------------------- | ----------------------- | ----- | ---------- | ------------------- |
| Alcobendas-San Sebastián de los Reyes | Cantoblanco Universidad |       | Chamartín  | Parla               |
| Colmenar Viejo                        | Cantoblanco Universidad |       | Chamartín  | Parla               |

### Autobuses
| Diurnos |            |                          |
| Línea   | Destino    | Parada                   |
| T61     | Las Tablas | 2994 ESTACIÓN FUENCARRAL |